# Регистр органа

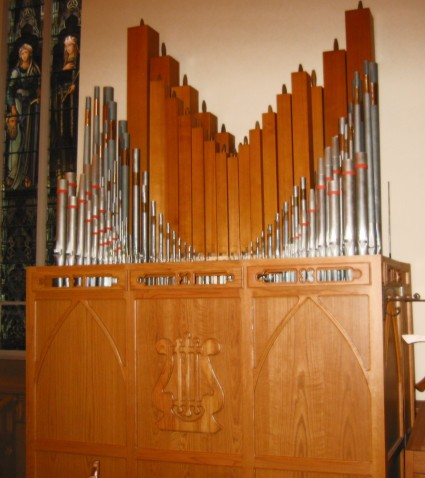
Хоровый подраздел органа в церкви Святого Рафаила (Дюбюк, Айова). Видны несколько рядов труб, управляемых одной из регистровых рукояток органа.

Регистр органа (также просто регистр) — это часть механики духового органа, открывающая доступ сжатого воздуха (в сложных словах часто используется немецкое слово «винд-») к некоторому набору органных труб.
Также для краткости словом «регистр» называют и расположенные на пульте регистровые рукоятки или кнопки, с помощью которых органист или его ассистент управляют механизмом регистров. Этот же термин используется для органов управления электронными органами, имитирующими звук духовых, кроме органа Хаммонда.
Также регистрами называют и сами наборы труб, управляемые одной регистровой рукояткой.
Регистровка — искусство подбора регистров для данного музыкального произведения. Поскольку состав и возможности органов чрезвычайно разнообразны, композиторы редко прописывают регистровку, оставляя её на усмотрение исполнителя.

## Тон и длина трубы

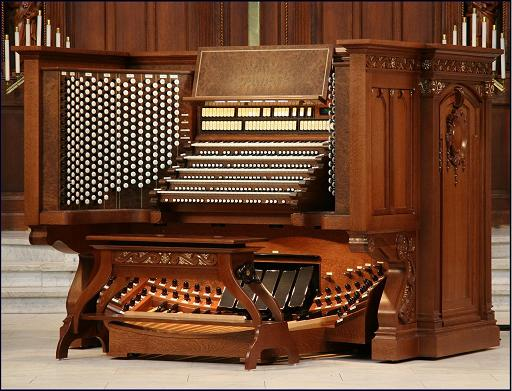
522-х регистровый орган в церкви Naval Academy Chapel.

Высота тона органной трубы зависит от её длины. При прочих равных, более длинные трубы издают более низкие звуки, с укорочением трубы высота звука увеличивается. Регистры, производящие ноты, которые соответствуют клавишам, как если бы это были клавиши фортепиано, называются «унисонами». Регистры с трубами длиннее или короче производят ноты в заданном интервале от нажатой клавиши (октавы, квинты, терции, и пр., то есть аликвоты и микстуры).
Регистр обозначают на регистровой рукоятке числом футов, причём футовость органных труб не имеет прямого отношения к их физической длине. Унисоны относятся к 8-футовым регистрам, потому что длиннейшие открытые трубы в них имеют приблизительно 8 футов длины, но закрытые трубы того же строя, физически имеющие длину 4 фута, по-прежнему будут называться 8-футовыми.

### Унисоны
Октава, в которой звучит данная труба, обратно пропорциональна её футовости, то есть укорочение трубы вдвое перемещает ноту на октаву вверх, 4-футовый регистр звучит на октаву выше 8-футового, 2-футовый — на октаву выше 4-футового. Аналогично, 16-футовый регистр звучит на октаву ниже 8-футового, 32-футовый — на октаву ниже 16-футового.
| Футовость | Октава по Гельмгольцу | Октава словесно | Октава по научной нотации | Частота нижнего C (A1=440), Гц |
| --------- | --------------------- | --------------- | ------------------------- | ------------------------------ |
| 64        |                       |                 | -1                        | 8,176                          |
| 32        | С2—H2                 | субконтроктава  | 0                         | 16,352                         |
| 16        | С1—H1                 | контроктава     | 1                         | 32,703                         |
| 8         | С—H                   | большая         | 2                         | 65,406                         |
| 2         | c—h                   | малая           | 3                         | 130,81                         |
| 1         | c1—h1                 | первая          | 4                         | 261,63                         |
| 1⁄2       | c2—h2                 | вторая          | 5                         | 523,25                         |
| 1⁄4       | c3—h3                 | третья          | 6                         | 1046,5                         |

### Аликвоты и результанты
Регистры, не звучащие в унисон с октавами, называются аликвотами. Их редко используют сами по себе, чаще прибавляют к трубам необходимых октав, чтобы придать звучанию необходимый тембр. Типично органным звучанием обладают флейтовые регистры совокупно со своими первыми четырьмя обертонами, то есть регистры 8-, 4-, 2+2⁄3- (иногда обозначаемый как 3′ на некоторых немецких и шведских инструментах), 2-, и 1+3⁄5 фута (1+1⁄2′ в некоторых немецких органах).
Футовость аликвотного регистра даёт понятие о его интервале от октавы. Например, регистр 2+2⁄3 фута (то есть 1⁄3 от 8 футов) звучит на частоте втрое выше, то есть на дуодециму выше 8-футового регистра. Эта третья гармоника (G) (называемая также дуодецимой, квинтой, qvinta, rorkvint, или nazard [nasard]) — наиболее распространённый регистр, следом за ним идёт пятая гармоника (E) (терция) (1+3⁄5 фута) и шестая G) (larigot, nasat) (1+1⁄3 фута). Изредка используются и более высокие нечётные гармоники септима (1+1⁄7 фута) и нона (8⁄9 фута).
Аликвоты обычно настраиваются по гармоникам и потому звучат в чистые интервалы, за исключением описанных выше объединённых регистров. Некоторые органы содержат аликвоты-обертоны 16- и 32-футовых регистров для создания разностных частот, например, квинт-бас 10+2⁄3 фута. Такие вспомогательные регистры, настроенные на квинту выше или кварту ниже нижнего регистра (например, 16-футового) создают иллюзию наличия следующего регистра октавой ниже (в нашем примере 32-футового) и таким образом удаётся сэкономить на габаритах и стоимости басовых регистров. Такие виртуальные басовые регистры называются результантами.
| Номер гармоники | Интервал | Футовость | Нота, звучащая, когда нажата клавиша C4 | Название                      |
| --------------- | -------- | --------- | --------------------------------------- | ----------------------------- |
| (1+1⁄2)         | P5       | 5+1⁄3′    | G4                                      | Квинта (Quint)                |
| (2+1⁄2)         | M10      | 3+1⁄5′    | E5                                      | Большая Терция (Gross Tierce) |
| 3               | P12      | 2+2⁄3′    | G5                                      | Дуодецима (Nazard, Twelfth)   |
| 5               | M17      | 1+3⁄5′    | E6                                      | Терция (Tierce, Terz)         |
| 6               | P19      | 1+1⁄3′    | G6                                      | Larigot                       |
| 7               | m21      | 1+1⁄7′    | B♭6                                     | Септима (Septième)            |
| 9               | M23      | 8⁄9′      | D7                                      | Нона (None)                   |
| 13              | M27      | 8⁄13′     | A7                                      | Терцдецима (Tredezime)        |
| 19              | m31      | 8⁄19′     | E♭8                                     | Mollterz                      |
| 48              | P40      | 1⁄6′      | G9                                      | Quadragesima                  |

1. ↑  3-я гармоника тона, лежащего на октаву ниже основного
2. ↑  5-я гармоника тона, лежащего на октаву ниже основного

### Микстуры
Микстуры — регистры, содержащие несколько труб, настроенных выше унисона, обычно по октавам и квинтам. Количество труб указывается римской цифрой, например, обозначение «Mixture V» означает 5 труб, которые подключаются одной регистровой рукояткой.

#### Корнеты
Корнеты — регистры типа микстура, но используемые для солирования. Корнет всегда содержит квинту и большую терцию, а в зависимости от регистра, и октавы, и малую септиму и нону. Корнет с двумя или тремя трубами для каждой клавиши называется «sesquialtera».

## Механизм
Органные трубы организованы по двойному принципу: по нотам и по тембрам. Набор труб, издающих различные ноты одного тембра, называется ранком или регистром. Клавиши мануалов и педали управляют нотами, причём нота может быть взята в одном или нескольких регистрах, чем, собственно, и управляет регистровый механизм. Регистровая рукоятка может управлять одним или несколькими регистрами одновременно. В наше время говорят «открыть» или «включить» регистр, хотя в старые времена у органов по умолчанию были открыты все регистры, и лишние, наоброт, перекрывались, отчего, например, в английском языке за регистровыми рукоятками закрепилось название «stop». Конкретная реализация регистровой механики может быть различной, но описанный выше принцип — един везде.
Некоторые небольшие органы Англии, Испании и Португалии обладают «раздельными регистрами», в которых две регистровые рукоятки управляют по отдельности верхней и нижней частью регистра. Такое устройство механики позволяет в верхней части клавиатуры использовать иную регистровку, нежели в нижней, что удобно для небольших органов, в особенности одномануальных.
Ранки, которые не разделяются и не расширены (см. ниже Объединение, заимствование и расширение), содержат обычно столько же труб, сколько клавиш, то есть, обычно, 61 трубу для мануалов и 32 — для педали.

### Методы переключения регистров
За долгую историю развития духовых органов было изобретено несколько методов включения и выключения регистров. Наиболее древний использует шлейфы — полосы (обычно деревянные), расположенные под трубами данного регистра. В шлейфах для каждой трубы просверлено отверстие, и в положении закрытого регистра отверстия в шлейфах не совпадают со входными отверстиями труб, воздух в трубы не поступает. Для того, чтобы регистр зазвучал, шлейф сдвигается в сторону до совпадения отверстий. Такая система была изобретена задолго до того, как электричество начало использоваться на практике, и потому является чисто механической, хотя старые органы с механическими передачами при ремонтах переделывались на электрические.
Также для переключения регистров используются конические клапаны и другие системы управления подачей воздуха, в зависимости от количества регистров, конструкции воздуховодов и регистровых ящиков.

### Объединение, заимствование и расширение
Объединение регистров — способ увеличения возможностей органа без добавления труб, когда одна регистровая рукоятка управляет несколькими регистрами. К примеру, 8-футовый Гедект может быть объединён с 4-футовым регистром того же тембра на том же или на другом мануале. При этом при нажатии одной клавиши будут звучать две ноты, нормальная для этой клавиши и октавой выше.
Заимствование (дублирование) регистров — подключение одного набора труб к нескольким регистровым рукояткам, часто на разных мануалах и педали.
Расширение регистров — метод подключения дополнительных наборов труб выше верхнего или ниже нижнего конца основного регистра.
Объединение и заимствование (дублирование) обычно используются в органах с физически существующими трубами, но некоторые старые электронные органы также использовали эти методы для расширения исполнительских возможностей при ограниченном наборе синтезируемых регистров.
Заимствование между мануалами появляется в английских органах около 1700 года, но расширение регистров для заимствований других нот — изобретение сравнтельно недавнее. Расширение и объединение регистров широко используется в театральных органах, чтобы получить как можно больше голосов из ограниченного числа труб. Объединение и дублирование типичны для учебных и небольших церковных органов. В больших церковных и симфонических инструментах традиционно расширение регистров используется мало, только если габариты органа ограничены и не позволяют разместить все необходимые трубы. Чаще используется заимствование 16-футовых регистров из мануала в педаль, потому что дополнительные басовые регистры дороги и занимают много места.

#### Подводные камни этих методов
Объединение и расширение регистров позволяют сильно увеличить исполнительские возможности, но требуют от органиста внимательного отношения к регистровке, особенно в контрапункте (композициях, в которых много нот пишутся одна против другой и звучат, таким образом, одновременно). Часто в органах регистры подгоняются под свою конкретную роль, например, 4-футовый регистр может звучать тише, чем 8-футовый того же тембра, и вместе они будут плохо сочетаться. Язычковые 16-, 8- и 4-футовые регистры обычно имеют множество разнообразных тембров, а объединением их получится регистр более бедный, некоей средней между ними всеми окраски.
Открытие множества регистров в органах с богатыми возможностями объединения и дублирования может привести к образованию созвучий с чрезмерно подчёркнутыми верхними нотами или гармониками отдельных нот. Частью обучения органиста является поиск оптимальной регистровки и в таких условиях, но, тем не менее, объединение регистров коварно для гастролирующих исполнителей при недостатке репетиций и для импровизаторов.

## Номенклатура
Регистры имеют собственные имена, которые обычно бывают основаны на самых разнообразных фактах, от характера звучания через страну происхождения и эпоху, в которую орган был построен вплоть до места расположения регистра в инструменте. Маркировка регистровых рукояток даёт органисту два рода сведений о регистре:
- в какой октаве регистр настроен (футовость);
- какого тембра звук трубы издают (принципалы, труба, флейта и т. п.).

Язычковые регистры часто обозначаются красным цветом.

Списки регистров обыкновенно организованы по подразделениям органа (обычно регистр имеет свой «родной» мануал или педаль), внутри подразделений лабиальные регистры стоят прежде язычковых, затем регистры организованы по высоте строя от нижних октав к верхним, и наконец от громких к тихим. «Небесные» (челесты — celeste — слегка расстроенные относительно основных регистров трубы, дающие биения) записываются после своих основных регистров. Например:

| GREAT Prestant 16′ Prestant 8′ Gemshorn 8′ Chimney Flute 8′ Principal 4′ Harmonic Flute 4′ Twelfth 2+2⁄3′ Super Octave 2′ Mixture IV Trumpet 8′ Clarion 4′ Tremulant Swell to Great | SWELL Bourdon 16′ Open Diapason 8′ Stopped Diapason 8′ Salicional 8′ Voix Céleste 8′ Octave 4′ Röhr Flute 4′ Nazard 2+2⁄3′ Block Flute 2′ Tierce 1+3⁄5′ Cymbale III Contra Fagotto 16′ Trompette 8′ Hautbois 8′ Vox Humana 8′ Tremulant | PEDAL Subbass 32′ Open Diapason 16′ Subbass 16′ Lieblich Gedeckt 16′ Octave 8′ Bourdon 8′ Choral Bass 4′ Rausch Quinte II Posaune 16′ Tromba 8′ Great to Pedal Swell to Pedal |

### Классификация регистров
Регистры подразделяются на пять крупных категорий:
1. Принципалы (Principal, Diapason):
Пример звучания
Принципалы не имитируют других инструментов, они образуют специфический органный тембр, легко распознаваемый тем, кто бывал на церковной службе.
Конкретные названия регистров разнятся в разных языках и в разное время, например:
  - Принципал (Principal, Diapason, Open Diapason, Prinzipal, Montre);
  - Аликвоты:
    - Октавы (Octave, Prestant);
    - Супер-октавы (Super Octave, Fifteenth, Doublette);
    - Квинты (Quint, Twelfth; иногда причисляются к флейтовым);

  - Микстуры (Mixture, Fourniture, Plein Jeu, Cymbale, Scharf; сопровождаются обозначением числа одновременно звучащих труб римской цифрой, например: Mixture III, Fourniture IV—VI)
2. Флейтовые
Пример звучания
Флейтовые регистры в той или иной степени имитируют звучание флейтообразных духовых инструментов, например, поперечной флейты или пикколо. Обычно встречаются:
  - Флейта (Flute, Flûte, Flöte);
  - Гедакт (Gedackt, Gedeckt) — приглушенный звук;
  - Бурдон (Bourdon, Bordun);
  - Суббас (Subbass, Soubasse);
  - Закрытый Принципал (Stopped Diapason, Stopped Flute) — несмотря на название, регистр флейтового типа;
  - Гармоническая флейта (Flûte Harmonique, Harmonic Flute, Flûte Octaviante);
  - Поперечная флейта (Concert Flute, Flauto Traverso);
  - Пикколо (Piccolo);
  - Тростниковая флейта (Rohrflöte, Chimney Flute, Flûte à Cheminée);
  - Нахтгорн (Nachthorn, Cor de Nuit);
  - Аликвоты:
    - Квинтатон (Quintaton, Quintadena);
    - Дуодецимы (Nazard, Nasard, Nasat);
    - Терции (Tierce, Terz);
    - Larigot.
3. Штрайхеры (Струнные)
Пример звучания
Штрайхеры с той или иной степенью точности имтируют звучание струнных инструментов, например, скрипки или виолончели. Обычно встречаются:
  - Гамба (Gamba, Viola da Gamba, Viole de Gambe);
  - Глас Небес (Voix Céleste);
  - Скрипка (Violin, Viola, Viole d'Orchestre);
  - Виолончель (Violoncello);
  - Виолон (Violone).
4. Тростевые
Пример звучания
Тростевые регистры в той или иной степени подражают звучанию медных духовых (труба, туба и прочие), тростевых духовых (кларнет, гобой, фагот и другие), и даже человеческому голосу. Обычно встречаются:
  - Труба (Trumpet, Trompete, Trompette, Clarion, Trompette en Chamade);
  - Тромбон (Posaune, Trombone)
  - Гобой (Oboe, Hautbois);
  - Фагот (Fagotto, Basson)
  - Кларнет (Clarinet);
  - Туба (Tuba);
  - Крумгорн (Cromorne, Krummhorn) — тростевый инструмент, конструктивно схожий с чантером волынки;
  - Бомбарда (Bombarde);
  - Человеческий голос (Vox Humana, Voix Humaine);
  - Дульциан (Dulzian);
  - Cornopean
  - Офиклеид (Ophicleide).
5. Гибриды
Пример звучания регистра Гемсгорн (флейта + штрайхер)
Гибридные регистры состоят из труб, сочетающих тембры двух других регистров. Обычно встречаются:
  - Штрайхер + Принципал:
    - Скрипка Принципал (Geigen Principal, Violin Diapason);
    - Salicional
    - Дульциана (Dulciana);

  - Штрайхер + Флейта:
    - Гемсгорн (Gemshorn);
    - Шпиц-флейта (Spitz Flöte) — регистр с суживающимися к концу лабиальными трубами;
    - Повествователь (Erzähler).

Ударные регистры (также называемые «игрушками»), в отличие от остальных, не являются аэрофонами, а представляют собой настоящие ударные инструменты, хотя и нередко приводимые в действие воздухом. Встречаются как ударные инструменты определённого тона (маримба), так и неопределённого (малый барабан). Ударные регистры могут как имитировать инструменты оркестра, так и производить немузыкальные звуки (например, удар грома). Также строятся регистры со специфическим звуком (zimbelstern). Ударные характерны для театральных органов, построенных для сопровождения немого кино.

## Знаменитые регистры
- Самым громким регистром в мире является Гранд-Офиклеид Правой Педали Бордуокского органа. Также он работает при самом большом давлении воздуха, достигающем 100 дюймов (2,5 м) водяного столба.
- Микстура с самым большим количеством труб находится в органе Santanyí (Майорка, Испания) и называется Ple. В нём 22 трубы слева и 25 справа.[4][5]
- В мире существует лишь два полных и настоящих (то есть, доходящих до ноты C−1 аэрофонных) 64-футовых регистра: Контр-Тромбон в Большом Органе Сиднея (Sydney Town Hall Grand Organ) (запись звучания) и Диафон-Дульциан 64 фута Бордуокского органа (запись звучания). Нижнее до (C−1) этих регистров лежит при частоте 8 Гц. Не только громкоговорители не позволяют воспроизвести столь низкий звук, но и человеческое ухо не может его услышать, поэтому в реальности основной тон ощущается всем телом, а слышны лишь обертоны. Все остальные органы, числящие 64-футовые регистры в своём списке, обладают либо электронными регистрами (в том числе средствами кратного понижения тона реальных труб), либо акустическими имитациями (32-футовый регистр с 21+1⁄3-футовым создают 64-футовый результант), либо лишь несколькими трубами ниже субконтроктавы. Бордуокский орган при этом с помощью комбинации 64-футового с 42+2⁄3-футовым может получить результант 128-футового регистра.